# Pertosa
Pertosa è un comune italiano di 651 abitanti della provincia di Salerno in Campania.

## Geografia fisica
Pertosa si trova in una valle a ridosso fra i monti Alburni e il Valdiano, nei pressi del parco nazionale del Cilento e Vallo di Diano.
- Classificazione sismica: zona 1 (sismicità alta), Ordinanza PCM. 3274 del 20/03/2003.

## Storia
Il nome di Pertosa deriva dalla sua Grotta, e precisamente dal latino pertusus, bucato. I primi abitanti di Pertosa vivevano nella grotta e con il passare dei secoli iniziarono a trasferirsi al di fuori. A causa delle invasioni saracene verso la fine del IX secolo alcuni abitanti della vecchia Pertosa si rifugiarono sulla cima della collina di fronte alla grotta in località "Calitria"; tale luogo era ben riparato e permetteva di controllare le vie d'accesso. Verso la metà dell'XI secolo qualche monaco benedettino si stabilì a Pertosa: i benedettini bonificarono la zona e diffusero su vasta scala la coltivazione degli olivi. In questo periodo i benedettini si arricchirono notevolmente tramite molte donazioni: nel 1092 gli venne donato il Casale di Pertosa, nel 1137 un mulino, nel 1180 e nel 1183 la grotta.
Intorno al 1500 la popolazione aumentò e grazie alle sue favorevoli condizioni climatiche alcuni contadini di Caggiano tornarono a dimorare a Pertosa aggiungendosi a quei pochi abitanti e nel 1570 tornarono anche i benedettini che ricostruirono il monastero; a quel tempo Pertosa era un importante casale di Caggiano. Anche a Pertosa s'innalzò l'Albero della libertà nel 1799 e vennero eletti il municipe e il consiglio dei 6, ma questa esperienza fallirà: in seguito gli irregolari di Gerardo Curcio di Polla con gli abitanti di Pertosa pestarono il municipe. Nel 1829 Pertosa rivendica l'emancipazione da Caggiano che gli viene accordata con un decreto Reale il 20 marzo 1829.
A partire dal 1º gennaio 1830 Pertosa iniziò ad operare con un'amministrazione autonoma. Il primo sindaco di Pertosa fu Biase Jasimone. Nel 1838 Pertosa richiese di avere un mercato per il giovedì. Sul finir del 1800 il dottor Paolo Carucci iniziò a esplorare la grotta rinvenendo molti reperti classificati nel suo libro "La Grotta preistorica di Pertosa". Grazie alle sue grotte, Pertosa è divenuta un importante centro turistico.
Dal 1811 al 1860 ha fatto parte del circondario di Caggiano, appartenente al distretto di Sala del regno delle Due Sicilie.
Dal 1860 al 1927, durante il regno d'Italia ha fatto parte del mandamento di Caggiano, appartenente al circondario di Sala Consilina.
Nella seconda guerra mondiale la popolazione trovò rifugiò nelle grotte di Pertosa e si salvò dai numerosi bombardamenti.

## Monumenti e luoghi d'interesse

### Architetture religiose

#### Chiesa di Santa Maria delle Grazie

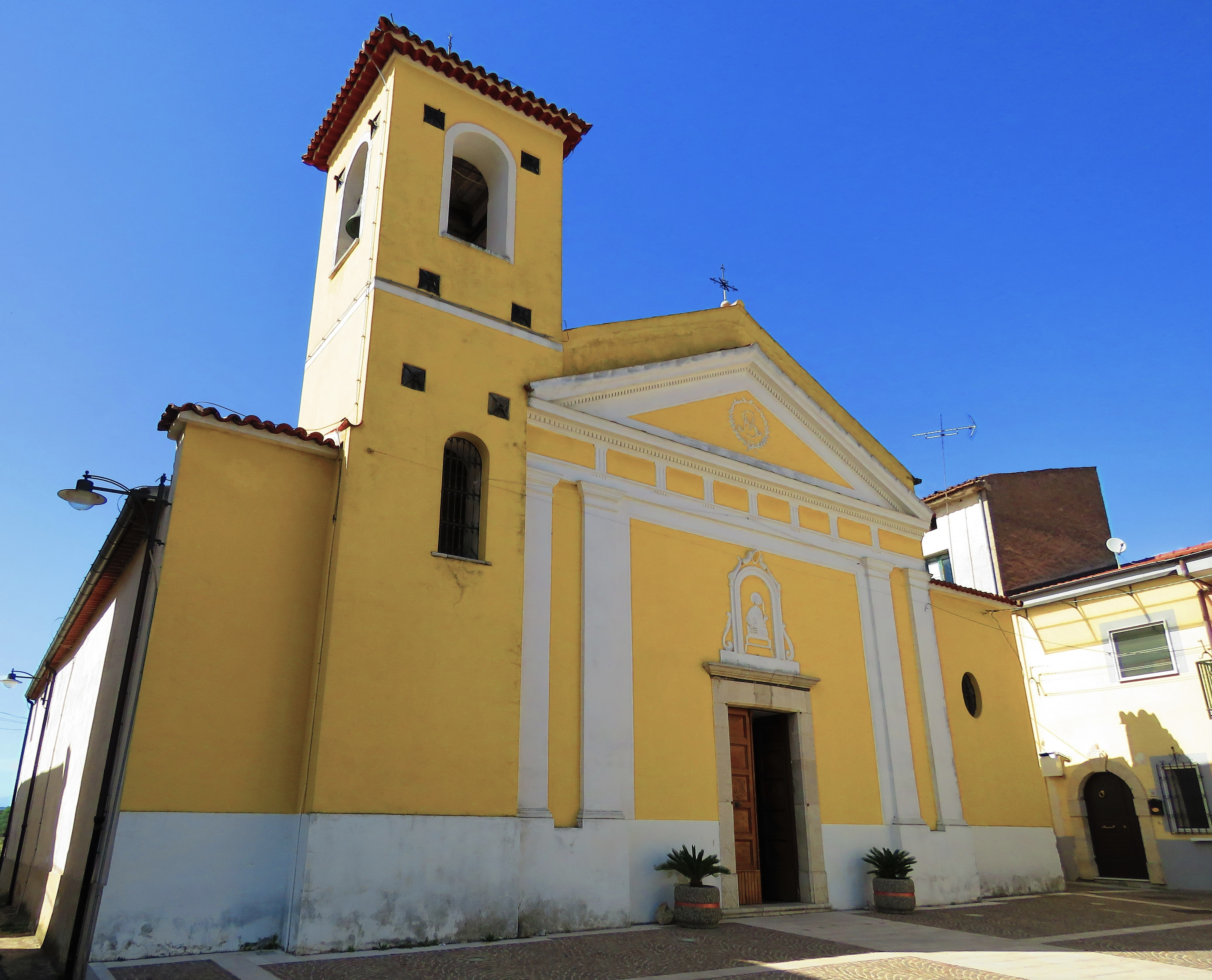
Santa Maria delle Grazie

Ricca di testimonianze artistiche che ne segnano la storia, la chiesa è cresciuta nell'arco dei secoli. Conserva due pregevoli dipinti: l'affresco della Madonna delle Grazie, di autore ignoto del 1400, con la sovrapposizione di un polittico datato 1635 rappresentante vari santi. Nell'abside troneggia il grande quadro dell'Immacolata del 1598, di cui è autore Bernardo Lama.

#### Chiesa di San Benedetto
Testimonianza dell'epoca benedettina, si trova al centro del paese. Conserva un'iscrizione murale e una tela raffigurante il transito di San Giuseppe.

### Architetture civili

#### Piazza De Marco
La piazza di recentissimo impianto è stata costruita tra la scuola elementare ed il palazzo De Marco. È il centro di Pertosa ed è ritrovo della popolazione. Nel centro è situata una fontana che ricorda le Grotte di Pertosa.

### Ruderi dell'antico mulino
Prossimo alla cascata di Maremanico, il mulino è stato l'unico della zona fino all'inizio del Novecento. Rimangono ben visibili le due torri a cono inverso nonché un piccolo torrente.

### Aree naturali

#### Grotte di Pertosa-Auletta

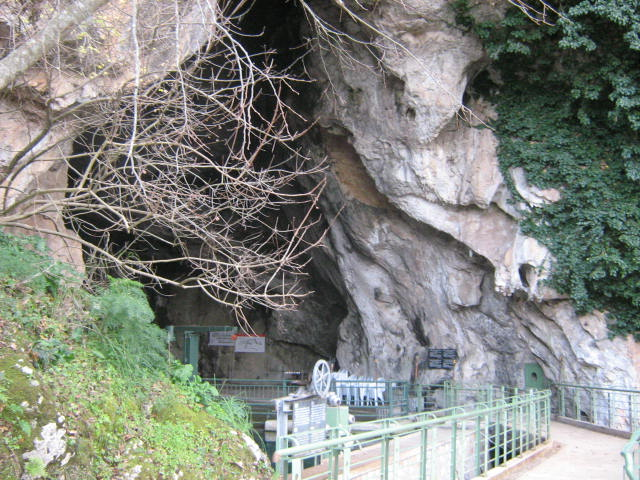
Ingresso delle grotte

Le Grotte di Pertosa - Auletta si trovano nella località Muraglione (a circa 500 m in linea d'aria dal paese), nei pressi della SS 19 e sono uno dei posti da visitare più belli di tutto il Vallo di Diano. Nei pressi di esse scorre il fiume Tanagro dove è possibile praticare il rafting. inoltre un sentiero in zona (che porta alla stazione) è inserito fra i "sentieri CAI".
Si trovano nella catena degli Alburni a 500 metri dal paese di Pertosa e si snodano per circa 3000 metri. Sono le più estese della regione Campania, seguite da quelle di Castelcivita; studiosi ne fanno risalire le origini a circa 35 milioni di anni or sono.
Le Grotte di Pertosa si caratterizzano per la particolarità delle stalattiti e delle stalagmiti che creano rappresentazioni fantastiche.
Un'altra particolarità di queste grotte, molto visitate anche da turisti stranieri, è che per accedervi occorre attraversare, su tipiche imbarcazioni, un laghetto originato dal fiume Negro: sono le uniche in Italia ad avere questa caratteristica. Qui è possibile praticare un'attività unica in Europa: lo speleoraft, visita alle grotte con gommoni da raft nel primo tratto e a piedi nel tratto speleologico. 
Durante la seconda guerra mondiale le grotte diedero rifugio alla popolazione di Pertosa che vi si nascose per difendersi dai bombardamenti.
Alcune scene del film Il fantasma dell'Opera, di Dario Argento, sono state girate all'interno delle grotte.
Nel 2008 è stato inaugurato il nuovo impianto di illuminazione a led, ideato e progettato dall'Ing. Antonio Mastrangelo.

#### Forra di Campostrino
La forra è un sistema morfologico e vegetazionale di notevole valore paesaggistico e naturale. È storicamente un luogo impervio e di difficile attraversamento. Qui il tratto di fiume è visibile solo dal fiume stesso, praticando il torrentismo. È in questo tratto di fiume che si riversa la spettacolare cascata conosciuta con il nome di "Velo della Sposa"; un salto d'acqua tra i più alti in Italia.

#### Cascata di Maremanico
L'apertura del canale Maltempo operata dai Borbone nel XIX secolo ha permesso al Tanagro di scorrere nella forra di Campostrino. Un salto di 10 metri caratterizza la suggestiva cascata.

## Società

### Evoluzione demografica
Abitanti censiti

## Cultura

### Istruzione

#### Museo MIdA01
Museo speleo-archeologico che illustra la frequentazione umana nelle Grotte di Pertosa-Auletta, con riproduzione in scala reale di una porzione di palafitta i cui resti sono sommersi dal fiume Negro nell'antro delle grotte.  Nella stessa struttura vi è un auditorium.

#### Museo MIdA02
Museo del suolo, unico in Europa, con un'esposizione di circa 1500 m² interamente dedicata al suolo terrestre e finalizzato alla conoscenza e la salvaguardia di un elemento importante tanto quanto l'aria e l'acqua per la vita dell'uomo. Vi è anche una sala vetrinata in cui è illustrata la biodiversità delle diverse aree del parco nazionale del Cilento, Vallo di Diano e Alburni.

### Cucina
Fra i prodotti tipici del territorio degno di nota è il carciofo bianco di Pertosa, prodotti da forno quali il pane casareccio fatto con lievito madre e le "gallette". Questi sono biscotti con una lunghezza di quasi 10 cm alte ben 1 cm, usati per la colazione. La loro collocazione temporale risale al periodo della seconda guerra mondiale, le massaie locali facevano questo tipo di biscotto in modo che a colazione se ne mangiasse solo uno e si arrivasse comunque sazi fino al pranzo.

### Eventi

#### Negro Festival
Dal 1996 ogni agosto si svolge nel piazzale delle Grotte di Pertosa la rassegna di musica etnica "Negro Festival".

## Infrastrutture e trasporti

### Strade
Il comune di Pertosa è attraversato dall'Autostrada A3 (Salerno - Reggio Calabria). Gli svincoli più vicini sono quelli di Petina (da Nord) e quella di Polla (da Sud). La principale arteria stradale che attraversa il comune è la SS 19 Battipaglia-Catanzaro.
Le strade provinciali che attraversano il territorio comunale sono: 
- Strada Provinciale 163 Innesto SS 19-Pertosa
- Strada Provinciale 199 Innesto SS 19-Grotte di Pertosa.

Il comune è collegato con Salerno mediante alcune corse giornaliere di autobus.

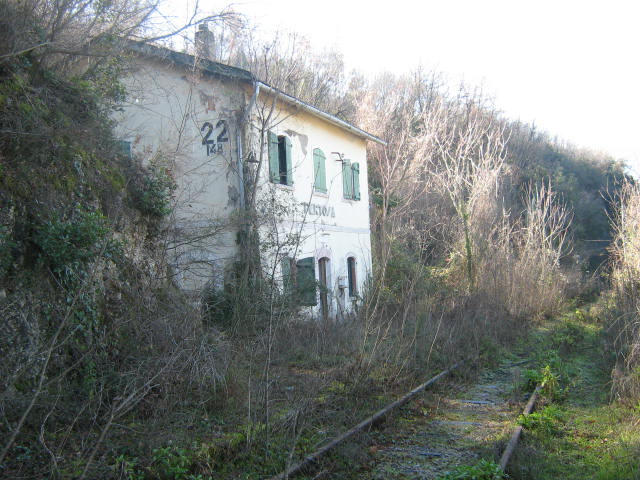
Stazione ferroviaria

### Ferrovie
Nei pressi delle grotte, in collina, sorge la stazione ferroviaria di Pertosa, sulla linea (chiusa) Sicignano-Lagonegro. Lo scalo (aperto nel 1885) è uno dei pochissimi in Italia a non avere una vera strada per raggiungerlo, ma un sentiero di montagna. Ciò fu dovuto all'aspetto "strategico" della stazione: in caso di rivolte di briganti l'esercito sabaudo sarebbe potuto intervenire immediatamente.

## Amministrazione

### Sindaci
| Periodo           | Periodo           | Primo cittadino          | Partito                                             | Carica  | Note |
| ----------------- | ----------------- | ------------------------ | --------------------------------------------------- | ------- | ---- |
| 23 aprile 1995    | 26 febbraio 1996  | Umberto Tomasiello       | sinistra                                            | Sindaco |      |
| 9 giugno 1996     | 3 aprile 2005     | Francescantonio D'Orilia | centro-sinistra                                     | Sindaco |      |
| 4 aprile 2005     | 31 maggio 2015    | Michele Caggiano         | centro-sinistra                                     | Sindaco |      |
| 31 maggio 2015    | 20 settembre 2020 | Michele Caggiano         | lista civica di centro-sinistra L'Ulivo per Pertosa | Sindaco |      |
| 21 settembre 2020 | in carica         | Domenico Barba           | lista civica Pertosa Futura                         | Sindaco |      |

### Altre informazioni amministrative
Le competenze in materia di difesa del suolo sono delegate dalla Campania all'Autorità di bacino interregionale del fiume Sele.